# イワダヌキ目
イワダヌキ目（イワダヌキもく、Hyracoidea）は、哺乳綱に分類される目。ハイラックス科のみが現生する。別名ハイラックス目、岩狸目。

## 分布
アフリカ大陸・中東
鮮新世にはヨーロッパ南部から中国まで分布していた。
分布域は、今から700万年～200万年前ごろ（中新世から鮮新世）は南ヨーロッパから中国の中部あたりまでの広い地域だったのだが、現在の分布域はアフリカ中部から南部および中東域と狭くなっているという。

## 形態
背中に臭腺（背腺）がある。前肢の指は4本。後肢の趾は3本。指趾には扁爪（ひらづめ）がある。足裏には肉球と、多くの汗腺がある。
上顎の門歯は伸び続ける。門歯は牙状で食物の切断ではなく、主にオス同士で争う際に用いられる。食物は大臼歯でつまみとる。体温調節の能力が弱い。反芻は行わないが胃は複雑で3室に分かれ、微生物による消化を行う。腎臓の機能が発達し、尿素や電解質を濃縮した尿を出す。精嚢は下降せず体内にとどまる。

比較的小型の動物で、日本人などにとっては一般に馴染みのない動物であり、外見を言葉にすれば「うさぎ」や「タヌキ」のような姿をしている。「耳を小さくしたウサギのよう」とも。だが、ゾウ目やジュゴン目と類縁関係にあり、足に蹄に似た扁爪（ひらづめ）がある。

## 分類
古くは齧歯目に分類されていた。ハイラックス属の属名Procaviaは「テンジクネズミの祖先」の意。指趾の本数や爪（蹄）・骨格や臼歯・消化器官や精嚢が下降しないなどの内部形態から、奇蹄類やゾウ類・カイギュウ類・ツチブタ類に近縁と考えられるようになった。約4千万年前（始新世）にはバクと同程度の大型種を含む、少なくとも6属が存在したとされる。
以下の現生種の分類・英名は、Shoshani(2005)に従う。和名は川田ら(2018)に従う。
- ハイラックス科 Procaviidae
  - キノボリハイラックス属 Dendrohyrax
    - Dendrohyrax arboreus ミナミキノボリハイラックス Southern tree hyrax
    - Dendrohyrax dorsalis ニシキノボリハイラックス Western tree hyrax

  - イワハイラックス属 Heterohyrax
    - Heterohyrax brucei キボシイワハイラックス Yellow-spotted hyrax

  - ハイラックス属 Procavia
    - Procavia capensis ケープハイラックス Rock hyrax

古くは「原始的な齧歯類（げっしるい）」として、モルモットなどのネズミの仲間の祖先だと考えられていた。
学名の属名にProcaviaと付けられたが、Caviaはテンジクネズミであるので、Procaviaは「テンジクネズミの祖先」という意味である。（その後、後述するように、この理解は間違っていたと判ったのだが、それでもこの学名はそのまま使いつづけられている。）
1766年には Cavia capensis という学名が付けられ、テンジクネズミと同じ Cavia 属に分類された。
その後、フランスの博物学者、解剖学者のジョルジュ・キュビエは、歯と足の特徴を調べた結果、ハイラックスの仲間は「原始的な有蹄動物である」とした。足の裏側が、足底の全体を地面につける構造のゾウと同じ構造になっていることなどによって、ゾウに近い生き物だと立証したのである。
ハイラックスの上顎の門歯は一生伸び続けるが、下顎の門歯はある時点で成長が止まってしまうという点で、ネズミ目やウサギ目とは異なる。また、上顎の臼歯はウマ目（奇蹄目）のサイに、下顎の臼歯はウシ目（偶蹄目）のカバに似た特徴を有している。また、全身の骨格はサイのものを小型にしたような特徴を持ちながら、前足の骨はゾウに類似している。胃の構造はウマに似ている。このように様々な動物に少しずつ似た特徴を持っているが、化石記録や分子生物学的な解析から、ゾウ等の原始的な有蹄類と類縁関係があることが明らかになり、近蹄類の一目としてイワダヌキ目（ハイラックス目）という独立した目に分類されるようになった。
- 近蹄類
  - † 重脚目 Embrithopoda
  - テティス獣類 Tethytheria
  - イワダヌキ目, Hyracoidea
    - † プリオハイラックス科 Pliohyracidae - 中新世から始新世頃[7]
      - ティタノハイラックス属 Titanohyrax Matsumoto, 1922
      - クバベビハイラックス属 Kvabebihyrax Gabunia & Vekua, 1966
      - プロハイラックス属 Prohyrax Stromer, 1926
      - プリオハイラックス属 Pliohyrax

## 生態
主に岩場に生息する。キノボリハイラックス属は樹上棲だが、木のない環境では岩場に生息する。日光浴や体を寄せ合うことで体温を上げたり、岩陰などに隠れて体温を下げる。危険を感じると鳴き声をあげて危険を知らせ、興奮すると背腺の周辺にある体毛を逆立たせる。
食性は植物食で、ハイラックス属は草本を、イワハイラックス属とキノボリハイラックス属は主に木の葉を食べる。
他の哺乳類に比べ、体温調節の能力が劣るため、早朝や夕暮れは日光浴をし、暑い時は日陰で体を冷やす生活をしている。いわば爬虫類のような生活をしているのである。中東やアフリカのサバンナに点在する岩場・岩山等に隠れ棲み、数匹から30匹程度の群れを作り生活している。
ケープハイラックス（rock hyrax イワハイラックス）は足裏に柔らかくて弾力性のある肉球があり、さらにそこに多数の汗腺があり常に湿っている。この湿って粘着力のある肉球を吸盤のように用いて、垂直に近い岩壁でも登ることができ、そこにとどまり眠ることもできる、という特徴がある。岩場・岩山の垂直の亀裂で眠ることができるので、蛇などに襲われることを防ぐことができる。夜間、岩場の水平の隙間・亀裂で仲間が身を寄せ合って体を暖めあいつつ眠ることも多いが、警戒を怠らず、チーターなどの肉食性の敵が近付いてきたりするとすかさず逃げ、また亀裂の中まで入り込んでくるような小型の肉食獣に襲われても、すばやく垂直の穴や亀裂を駆け上がり身を守る。

## 人間との関係
フェニキア語やヘブライ語では、「隠れる者」の意があるsaphanと呼称された。スペイン（イスパニア）という名前の由来の1つとして、Ishaphan（ハイラックスの島）がありシリアから地中海を西進してイベリア半島に上陸したフェニキア人がアナウサギを見てハイラックスと誤解したためとする説もある。
不溶性の炭酸カルシウムが大量に含まれる尿を同じ場所で出し、この尿が結晶化したものをヨーロッパや南アフリカでは薬用とすることもあった。
ハイラックスは、地中海沿岸では古くから知られていたようである。
旧約聖書の詩篇104章18節、箴言30章26節などでは、住処を岩の中に作る、知恵ある動物として登場している。また、レビ記11章5節には、「これは反芻するが、蹄が割れても分かれてもいないから」食べても、死体に触れてもいけない穢れた動物として、ウサギ、ラクダ等と共に出る。反芻動物であると誤解されたのは「常に口を動かしている為」か、「胃袋が反芻動物とよく似ているため」と考えられる。
マルティン・ルターによるドイツ語訳聖書では「Kaninchen」（ウサギ）と訳した。英語の欽定訳聖書では「coney」と訳しているが、これもウサギを意味する古い語である。日本語訳では「山鼠」（文語訳聖書）、「岩だぬき」（口語訳聖書）、「岩狸」（新共同訳聖書）と翻訳されている。
今泉忠明の『世界珍獣図鑑』によれば、ある日本の動物園で、（職員がハイラックスの習性・能力を知らず）12頭ほどのハイラックスを、巨大な土管状の畜舎に入れて展示したところ、吸盤状の足によってよじ登り、その日のうちに全て脱出したという。

## 画像

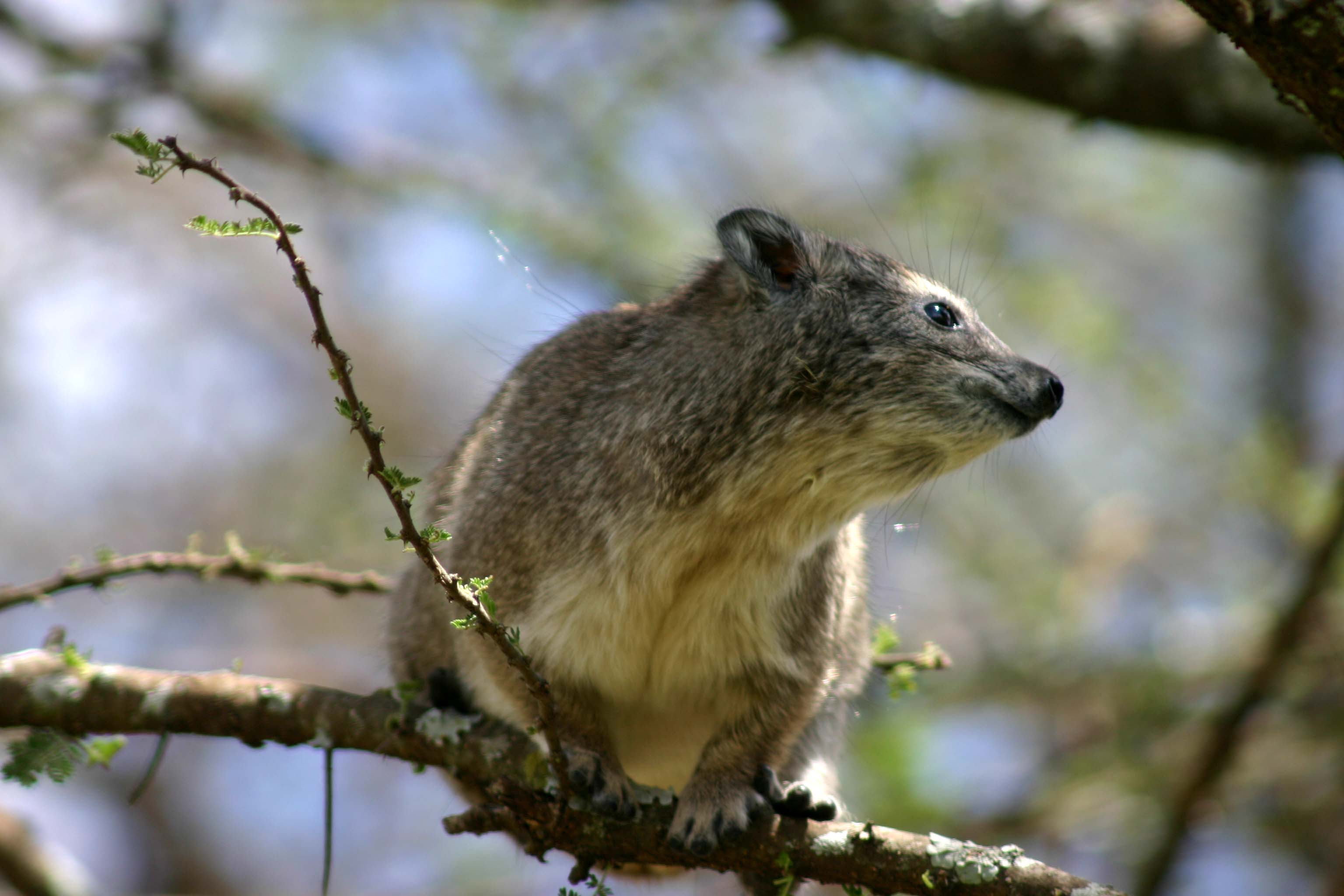
ミナミキノボリハイラックス D. arboreus
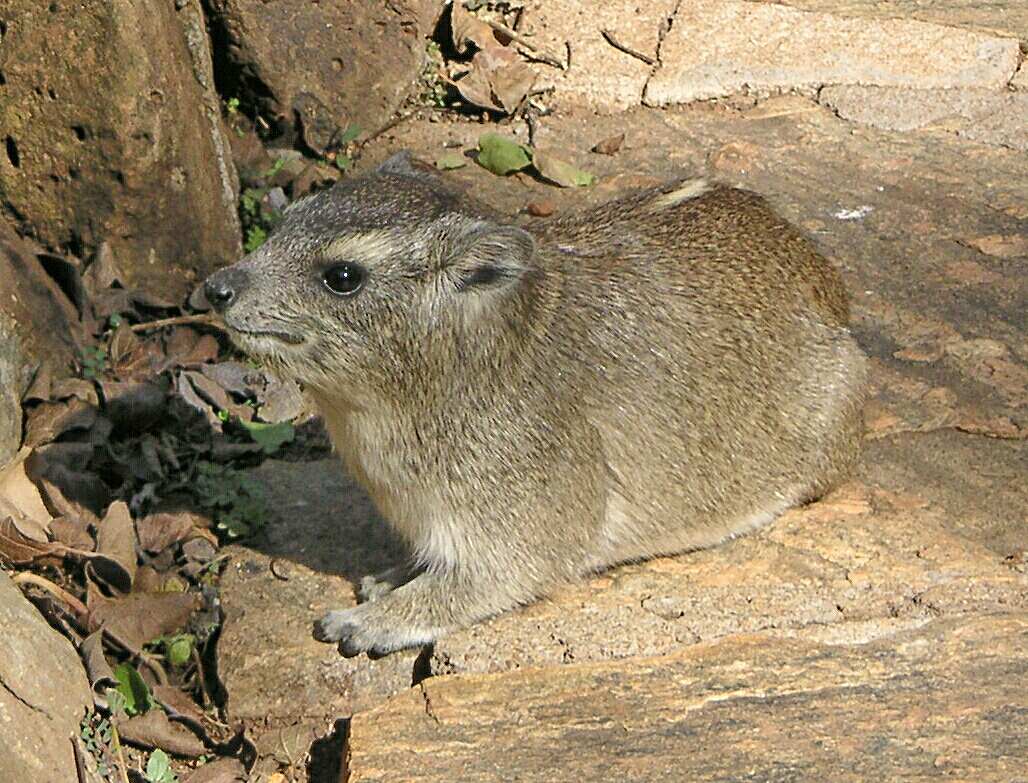
キボシイワハイラックス H. brucei